# Abalistes stellatus
Abalistes stellatus is een  straalvinnige vissensoort uit de familie van trekkervissen (Balistidae). De wetenschappelijke naam van de soort is voor het eerst geldig gepubliceerd in 1798 door Lacepède.